# SV Dynamo Apeldoorn (volley-ball féminin)
Pour la section masculine, voir SV Dynamo Apeldoorn.
SV Dynamo Apeldoorn est un club néerlandais de volley-ball fondé en 1967 et basé à Apeldoorn qui évolue pour la saison 2017-2018 en Topdivisie Dames.

## Effectifs

### Saison 2012-2013
Entraîneur : Kees Verstraten  Pays-Bas